# Gradi del monachesimo ortodosso
I gradi del monachesimo bizantino sono le tappe che un monaco bizantino deve percorrere attraverso la sua vita religiosa.
Nel rito bizantino, il processo per diventare monaco è volutamente lento: dopo aver completato il noviziato, ci sono tre gradi da superare per poter ricevere l'abito monastico completo.

## Monachesimo ortodosso
A differenza della Chiesa cattolica, dove sono sorti diversi ordini religiosi, ciascuno con le proprie peculiarità, nella Chiesa ortodossa esiste un solo tipo di monachesimo. La professione dei monaci è nota come tonsura (riferendosi al taglio rituale dei capelli del monaco). Il rito della tonsura è descritto nell'Euchologion, lo stesso libro dove sono descritti altri riti e servizi come il funerale, la benedizione, o l'esorcismo.
L'abito monastico è lo stesso in tutte le Chiese ortodosse (con alcune lievi variazioni regionali), ed è uguale per monaci e monache. Ad ogni grado viene assegnato al monaco una parte dell'abito e l'abito completo ("grande schema" o "grande abito") viene infine indossato solo da coloro che raggiungono il grado più elevato.
Il monaco è libero di entrare in qualsiasi monastero a propria scelta; ma dopo essere stato accettato dall'abate (o dalla badessa) e aver professato i voti, non può passare da un monastero all'altro senza la benedizione del proprio superiore ecclesiastico.
Si diventa monaco solo dopo la tonsura, un rito che solo un sacerdote può eseguire ed è in genere eseguito dall'abate. Il sacerdote che esegue la tonsura a un monaco deve aver lo stesso grado o maggiore, rispetto a colui che sta tonsurando. Un vescovo, tuttavia, può tonsurare qualsiasi monaco, a prescindere dal proprio grado; inoltre, in rare occasioni, un vescovo può consentire ad un sacerdote di tonsurare un monaco di qualsiasi grado.
I monaci ortodossi ricevono l'appellativo di "padre", ma quando conversando tra di loro, in alcuni monasteri possono rivolgersi l'un l'altro con quello di "fratello". I novizi sono spesso indicati come "fratello", anche se in alcuni luoghi, ad esempio sul Monte Athos, vengono anch'essi chiamati "padre". Tra i greci, i monaci di una certa età sono spesso chiamati "gheronda", o "vecchio", in segno di rispetto per la loro età. Nella tradizione slava, il titolo di "vecchio" (in slavo ecclesiastico: старецъ, starets) è normalmente riservato a coloro che sono ad un livello spirituale elevato e che servono da guida per gli altri.
Il monaco che è stato ordinato sacerdote è chiamato ieromonaco; il monaco che è stato ordinato diacono è chiamato ierodiacono. Un schemamonaco che è sacerdote, è chiamato "ieroschemamonaco".
La maggior parte dei monaci non sono sacerdoti: in una comunità sono di solito presenti solo i sacerdoti che le esigenze liturgiche della comunità richiedono. I vescovi, secondo il diritto canonico della Chiesa ortodossa, sono scelti tra il clero monastico.

Grande schema

## Gradi

### Noviziato
"Novizio" (in greco: δόκιμος; in slavo ecclesiastico: послушникъ, poslušnik), significa "uno sotto l'obbedienza". Coloro che desiderano entrare in un monastero iniziano la loro vita come novizi: dopo essere arrivato al monastero e avervi vissuto come ospite per almeno tre giorni, l'abate può permettere al candidato di diventare un novizio. Non vi è nessuna cerimonia formale per la vestizione e il novizio riceve semplicemente il permesso di indossare l'abbigliamento tipico. Nella tradizione monastica ortodossa, i novizi si vestono di nero con la tonaca (cassock, in greco anterion (Αντερίον) o esorason (Εσώρασον); in slavo ecclesiastico: podriasnik) e indossano il cappello morbido monastico (in greco: skoufos; in slavo ecclesiastico: skufia), a seconda della tradizione della comunità locale e in conformità alle direttive dell'abate. In alcune comunità, il novizio indossa anche la cintura di cuoio. Al monaco è data una corda di preghiera ed è istruito sull'uso della preghiera di Gesù.
Se un novizio sceglie di uscire dal periodo del noviziato, non c'è alcun impedimento. Egli può anche essere invitato a lasciare in qualsiasi momento il monastero se il suo comportamento non è conforme alla vita monastica, o se il superiore riscontra che egli non è chiamato al monachesimo. Viceversa quando l'abate ritiene pronto il novizio gli chiede se vuole unirsi al monastero. Alcuni, per umiltà, scelgono di rimanere novizi per tutta la vita.

### Rassoforo
"Rassoforo" (in greco: ρασοφόρος, rasophoros; in slavo ecclesiastico: рясофоръ, ryasofor), significa "portatore della veste". Dopo il noviziato il monaco è elevato al primo grado del monachesimo durante il rito in cui riceve la tonsura. Non vi sono voti da emettere: per il candidato è semplicemente necessario affermare il suo impegno a perseverare nella vita monastica. L'abate eseguirà quindi la tonsura, tagliando una piccola quantità di capelli da quattro punti sulla testa, formando una croce. Al monaco viene quindi consegnata la tonaca esterna con maniche larghe (in greco: ράσον, rasson, exorasson o mandorrason; in slavo ecclesiastico: рясса, rjassa), da cui deriva il nome "rassoforo", e un cappello cilindrico senza tesa (kamilavkion), coperto con un velo (epanokamelavkion). Cappello e velo sono elementi separati nella tradizione greca, mentre nella tradizione russa sono cuciti insieme, formando il klobuk. Se non l'ha precedentemente ricevuta, gli viene consegnata anche una cintura di cuoio da portare attorno ai fianchi. La veste nera sta a significare che ora è morto al mondo, e riceve un nuovo nome.
Anche se il rassoforo non emette voti formali, egli è moralmente obbligato a continuare nella vita monastica per il resto della sua vita. Alcuni rimarranno rassofori permanentemente senza essere elevati a gradi superiori.

### Stavroforo
"Stavroforo" (in greco: σταυρoφόρος, stavrophoros; in slavo ecclesiastico: крестоносецъ, krestonosets), significa "portatore della croce". A questo grado i monaci ortodossi arrivano alcuni anni dopo la prima tonsura, quando l'abate ritiene che abbiano raggiunto un adeguato livello di disciplina, dedizione ed umiltà. Questo grado è anche conosciuto come il "piccolo schema", ed è pensato come una "preparazione" al "grande schema". In questa fase, il monaco fa voti formali di stabilità, castità, obbedienza e povertà. La cerimonia comprende la tonsura e la vestizione dell'abito, che oltre a quanto indossato dal rassoforo, comprende inoltre il paramandyas (in greco: παραμανδυας; in slavo ecclesiastico: параманъ, paraman), cioè un pezzo di stoffa quadrato indossato sul retro, ricamato con gli strumenti della passione di Cristo, e collegato da legacci ad una croce di legno indossata sopra il cuore. Il paramandyas rappresenta il giogo di Cristo. Al monaco sono anche consegnati una croce di legno e una candela di cera d'api, simbolo della vigilanza monastica e del sacrificio di se stesso per Dio. Il monaco sarà sepolto con la croce di legno in mano e la candela sarà bruciata al suo funerale. Nella pratica slava, lo stavroforo indossa anche un mantello, che simboleggia 40 giorni di digiuno del Signore sul "monte della tentazione". Il rasson indossato dallo stavroforo è più ampio di quello indossato dal rassoforo.
Dopo la cerimonia, lo stravoforo appena tonsurato rimarrà in veglia nella chiesa per cinque giorni, astenendosi da ogni lavoro, ad eccezione delle letture spirituali. Attualmente, questa veglia è spesso ridotta a tre giorni.

### Grande schema
Gli abati concedono ai monaci che ritengono abbiano raggiunto un'eccellenza spirituale il grado finale, denominato "grande schema" (in greco: μεγαλόσχημος, megaloschemos; in slavo ecclesiastico: Схима, schima). La tonsura di uno "schemamonaco" segue la stessa procedura che per lo stavroforo: il monaco emette gli stessi voti ed è tonsurato nello stesso modo. Oltre a tutti i capi indossati dallo stavroforo, gli viene consegnato l'analavos (in slavo ecclesiastico: analav), tipico di questo grado: si tratta di un indumento simile allo scapolare portato dai carmelitani e dai benedettini, ma con la parte anteriore un po' più lunga, ricamato con gli strumenti della Passione e con la Trisaghion. La forma greca non dispone di un cappuccio, la forma slava ha un cappuccio e lembi sulle spalle, in modo che l'indumento forma una grande croce che copre al monaco spalle, petto e schiena. Un altro pezzo in aggiunta è il polystavrion (Πολυσταύριον, "molte croci"), che consiste in una corda con una serie di piccole croci intrecciate in essa. Il polystavrion forma un giogo intorno al monaco e serve per fissare l'analavos; ricorda al monaco che è vincolato a Cristo e che le sue braccia non sono più adatte per le attività mondane, ma che egli deve lavorare solo per il Regno dei Cieli. Tra i greci, il mantello viene aggiunto in questa fase. Il paramandyas del grande schema è più grande di quello del stavroforo e il kobluk, se lo indossa, è di una forma differente e viene chiamato koukoulion, il cui velo è di solito ricamato con croci.
In alcune tradizioni monastiche il "grande schema" non è concesso o viene dato solo ai monaci sul loro letto di morte, mentre in altri, ad esempio i monasteri cenobiti del Monte Athos, è prassi comune 3 anni dopo l'inizio della vita monastica. 
Nella tradizione russa, quando un portatore di qualche titolo monastico acquisisce il "grande schema", il suo titolo incorpora la parola "schema"(da ieromonaco diventerà ieroschemamonaco, da archimandrita schemaarchimandrita, da igumeno schemaigumeno).

## Gradi monastici dei copti ortodossi
Nel Chiesa copta ortodossa ci sono solo due gradi di monaci professi, corrispondenti il primo al rassoforo combinato con lo stavroforo e il secondo al "grande schema".
I due riti di rassoforo e stavroforo sono officiati uno subito dopo l'altro, come un singolo rito. Molto raramente al giorno d'oggi possono essere separati e quando accade le porzioni di abito che sono state imposte nel rito precedente non sono imposte una seconda volta nel secondo rito.
Il "grande schema" consiste di un cordoncino di cuoio contorto, che ha da 5 a 7 piccole croci lungo la sua lunghezza e che viene indossato trasversalmente dal collo al torace. Di solito è concesso ai vescovi durante la loro consacrazione episcopale o poco dopo, oppure è concesso quando un monaco ha raggiunto un elevato grado di ascetismo o ha vissuto come un eremita, o ancora ai monaci, ieromonaci ed abati che sono stati nella vita monastica per oltre 30 anni ed hanno condotto una vita monastica esemplare.